# Bernarda Fink
Bernarda Fink Inzko, slovenska pevka resne glasbe, * 29. avgust 1955, Buenos Aires, Argentina.
Bernarda Fink deluje tako na opernem kot na koncertnem področju in spada med najuspešnejše vokalne interprete slovenskega rodu. Rodila se je v Buenos Airesu slovenskim staršem. Pevec je tudi njen brat Marko Fink.

## Življenje
Študirala je na »Instituto Superior de Arte del Teatro Colón« v Buenos Airesu. Leta 1985 je osvojila prvo nagrado na tekmovanju »Nuevas voces Líricas« in se preselila v Evropo. Živi na avstrijskem Koroškem in je poročena s sedanjim visokim predstavnikom za Bosno in Hercegovino ter predsednikom Narodnega sveta koroških Slovencev Valentinom Inzkom.
Bernarda Fink Inzko je pela z vodilnimi svetovnimi orkestri, vključno z Dunajskimi in Londonskimi filharmoniki, z Gewandhaus Leipzig, filharmoničnim orkestrom Radio-France, Orchestre National de France, Akademijo za staro glasbo iz Berlina, angleškimi baročnimi solisti, I Solisti Veneti, Les Musiciens du Louvre in Musica Antiqua Köln ter je nastopala pod taktirko dirigentov, kot so René Jacobs, Philippe Herreweghe, John Eliot Gardiner, Nikolaus Harnoncourt, Trevor Pinnock, Neville Marriner, Marc Minkowski, Roger Norrington, Mariss Jansons, Valery Gergiev, Colin Davis in Riccardo Muti. Leta 2002 in 2013 je prejela nagrado Prešernovega sklada.
Nastopala je v operah v Ženevi, Pragi, Montpellierju, Salzburgu, Barceloni, Innsbrucku, Rennesu, Buenos Airesu, Amsterdamu, pela na Dunaju, v Tokiu, Montreuxu, na festivalih BBC Proms, kot tudi v Théâtre des Champs Elysées, Carnegie Hallu, Concertgebouw  v Amsterdamu, Konzerthaus na Dunaju in v Sydneyjski operi.
Posnela je več kot 50 zgoščenk pri Harmonia Mundi in Hyperion Records in bila v kategoriji »najboljša klasična vokalna izvedba« za vokalne soliste skupaj z bratom Markom Finkom ter pianistko Carmen Piazzini nominirana za glasbeno nagrado grammy.
Predsednik države Slovenije Borut Pahor je Bernardo in njenega brata Marka leta 2022 odlikoval s srebrnim redom za zasluge za izjemne dosežke na področju glasbene poustvarjalnosti in predanost slovenski pesmi.

## Nagrade
- Grammy za baročni vokal (2001)
- Nagrada Prešernovega sklada  (2002 in 2013)
- Grammy za najboljšo koralno izvedbo (2002)
- Avstrijski častni križ za znanost in umetnost (2006)
- Tischlerjeva nagrada (2010)